# پاپ ژوان (فیلم ۱۹۷۲)
پاپ ژوان (انگلیسی: Pope Joan) فیلمی در ژانر درام به کارگردانی مایکل اندرسون است که در سال ۱۹۷۲ منتشر شد.

## بازیگران
- لیو اولمان
- اولیویا دی هاویلند
- فرانکو نرو
- لسلی-آن داون
- پاتریک مگی
- نایجل هیورز
- تروور هاوارد
- جرمی کمپ
- آندره مورل
- مارتین بنسون
- ماکسیمیلیان شل
- دانکن لمانت
- جان شاراپنل
- ریچارد پیرسون
- رابرت بیتی
- کیر دوله
- پیتر آرن
- درک فار
- ریچارد بب
- جان آبینری